# Xabier Azkargorta
Francisco Javier Azkargorta Uriarte – „Xabier Azkargorta” (ur. 29 września 1953 w Azpeitia) – baskijski piłkarz, lekarz i trener piłkarski. W latach 80. szkolił piłkarzy z klubów hiszpańskiej drugiej i pierwszej ligi, m.in. Espanyolu Barcelona i Sevilla FC. Od początku lat 90. pracuje najczęściej w Ameryce Południowej. Od 1992 do 1994 roku był selekcjonerem reprezentacji Boliwii, z którą brał udział w finałach mistrzostw świata 1994. Później opiekował się drużyną narodową Chile oraz kilkoma klubami z Boliwii, Chile i Japonii, a także Chivas Guadalajara z Meksyku.

## Kariera piłkarska
Występował w drużynach młodzieżowych Lagun Onak, Realu Sociedad i Athleticu Bilbao. Szybko zakończył karierę piłkarską z powodu kontuzji kolana.

## Kariera szkoleniowa
Pracę szkoleniową zaczynał w drużynach juniorskich Lagun Onak, Aurrera de Ondarroa oraz w trzecioligowym Gimnasticu Tarragona. Później szkolił piłkarzy Espanyolu Barcelona, Realu Valladolid, Sevilla FC i CD Tenerife.
Na początku lat 90. poświęcił się wyłącznie pracy lekarskiej (z wykształcenia jest chirurgiem-traumatologiem). Przez dwa lata pracował w barcelońskiej klinice medycyny sportowej.
W połowie 1992 roku przyjął propozycję Boliwijskiego Związku Piłki Nożnej i został selekcjonerem tamtejszej reprezentacji. W 1994 roku po czterdziestoczteroletniej przerwie awansował z nią do finałów mistrzostw świata. W Stanach Zjednoczonych drużyna odpadła już po trzech pierwszych meczach, w których zdobyła tylko jeden punkt (0:1 z Niemcami, 0:0 z Koreą Południową i 1:3 z Hiszpanią). Po turnieju Azkargorta podał się do dymisji.
Od 1995 do 1996 roku był trenerem kadry chilijskiej.
Później pracował w klubach boliwijskich, japońskich i chilijskich.